# 王峰 (跳水运动员)
王峰（1979年4月17日—），山东新泰人，中国男子跳水运动员。妻子是中國游泳運動員王丹。

## 生平
1985年，王峰6歲開始便接受體操訓練，當時教練為张平。
1987年，8歲的王峰改為練跳水，當時教練為王申桃。
2000年，王峰首次入選國家跳水隊，指導教練為钟少珍。

## 主要战绩
2001年在世界游泳锦标赛，获得男子1米跳板冠军。
2005年在世界游泳锦标赛，与何沖获得男子双人3米板冠军。
2007年及2009年在世界游泳锦标赛，与秦凱获得男子双人3米板冠军。
2008年北京奥运会与秦凱获得男子双人3米板冠军。
2009年中華人民共和國第十一屆全運會跳水比賽奪得1米跳板金牌。

## 外部連結
- 王峰在国际奥林匹克委员会的资料
- 搜狐體育人物資料庫：王峰